# Brudens bäste man
Brudens bäste man (originaltitel: Made Of Honor) är en amerikansk romantisk komedi i regi av Paul Weiland, släppt på filmbolaget Columbia Pictures. Filmen hade biopremiär 30 maj 2008 i Sverige och släpptes på DVD den 8 oktober 2008 i Sverige. Huvudrollerna innehas av Patrick Dempsey och Michelle Monaghan.

## Handling
Filmen handlar om Tom (Patrick Dempsey), som har varit vän med den vackra Hannah (Michelle Monaghan) i över 10 år. En dag inser Tom att han är obotligt kär i Hannah, bara för att mötas av nyheten att hon är nyförlovad. Hannah vill ha Tom som sin "manliga brudtärna", vilket han sedan säger ja till. Tom vill nämligen göra allt för att få henne, även om det innebär att förstöra hennes bröllopsdag.

## Skådespelare
- Patrick Dempsey - Thomas "Tom" Bailey
- Michelle Monaghan - Hannah
- Kevin McKidd - Colin McMurray
- Kadeem Hardison - Felix
- Chris Messina - Dennis
- Richmond Arquette - Gary
- Busy Philipps - Melissa
- Kathleen Quinlan - Joan
- Sydney Pollack - Thomas Bailey Sr.
- James Sikking - Pastor Foote
- Kevin Sussman - Mycket små shorts killen
- Beau Garrett - Gloria
- Hannah Gordon - Colins Mamma
- Elisabeth Hasselbeck - Sig själv
- Whitney Cummings - Stephanie
- Brandon Saario - Paul
- Murray McArthur - Chauffören i Skottland
- Kelly Carlson - Christie den sjätte bruden